# Caradoc Evans
Caradoc Evans (* 31. Dezember 1878 in Pantycroi, (Llanfihangel-ar-Arth, Carmarthenshire); † 11. Januar 1945 in Aberystwyth, Cardiganshire) war ein walisischer Schriftsteller.

## Leben
Evans wurde als Sohn eines Auktionators geboren und wuchs in Cardiganshire auf. Nach Besuch der Grundschule nahm er 1893 eine Lehre bei einem Tuchhändler auf. Später war er in Barry, Cardiff und London als Ladengehilfe beschäftigt. In London besuchte er eine Abendschule und arbeitete ab 1906 als Journalist. Es folgte eine Tätigkeit als Herausgeber bzw. Mitherausgeber verschiedener Zeitschriften und Wochenzeitungen sowie ein Wirken als freischaffender Schriftsteller. Im Jahr 1939 kehrte er nach Wales zurück.
Er verfasste Kurzgeschichten und Romane.

## Werke (Auswahl)
- My People. Stories of the Peasantry of West Wales, Kurzgeschichten, 1915
- Capel Sion, Kurzgeschichten, 1916
- My Neighbours, Kurzgeschichten, 1919
- Taffy, Stück, Uraufführung 1923
- Nothing to Pay, Roman, 1930
- Wasps, Roman, 1933
- This Way to Heaven, Roman, 1934
- Pilgrims in a Foreign Land, Kurzgeschichten, 1942
- Morgan Bible, Roman, 1943
- The Earth Gives All and Takes All, Kurzgeschichten, 1946
- Mother´s Marvel, Roman, 1949
- Fury Never Leaves Us. A Miscellany, Kurzgeschichten, 1985